# Prix littéraires 1970
Liste des prix littéraires décernés au cours de l'année 1970 :

## Prix internationaux
- Prix Nobel de littérature : Alexandre Soljénitsyne (URSS) (qui ne peut aller le chercher du fait du régime soviétique)[1]
- Grand prix de littérature du Conseil nordique : Klaus Rifbjerg (trad. Raymond Albeck), Anna, moi, Anna [« Anna, jeg, Anna »], Paris, Stock
- Grand prix littéraire d'Afrique noire : Boubou Hama (Niger) pour Kotia Nima.
- Prix des Mascareignes : Jean Urruty (Maurice) pour Le mauricien Toulet
- Neustadt International Prize for Literature : Giuseppe Ungaretti (Italie)[2]

## Allemagne
- Prix Georg-Büchner : Thomas Bernhard, écrivain autrichien

## Belgique
- Prix Victor-Rossel : Pierre Mertens, L'Inde ou l'Amérique

## Canada
- Grand prix du livre de Montréal : Gilles Marcotte pour Le Temps des poètes : description critique de la poésie actuelle au Canada français
- Prix Athanase-David : Gabrielle Roy
- Prix littéraires du Gouverneur général :
  - Catégorie « Romans et nouvelles de langue anglaise » : Dave Godfrey pour The New Ancestors
  - Catégorie « Romans et nouvelles de langue française » : Monique Bosco pour La Femme de Loth
  - Catégorie « Poésie ou théâtre de langue anglaise » : bpNichol pour Collected Works
  - Catégorie « Poésie ou théâtre de langue française » : Jacques Brault pour Quand nous serons heureux
  - Catégorie « Études et essais de langue anglaise » : Michael Ondaatje pour The Collected Works of Billy the Kid (Billy the Kid, œuvres complètes)
  - Catégorie « Études et essais de langue française » : Fernand Ouellette pour Les Actes retrouvés
- Prix Jean-Hamelin : Guy Frégault pour Le XVIIIe siècle canadien : études

## Chili
- Prix national de Littérature : Carlos Droguett (es) (1912-1996)

## Corée du Sud
- Prix de littérature contemporaine (Hyundae Munhak) :
  - Catégorie « Poésie » : Lee Sungboo pour 李盛夫 詩集
  - Catégorie « Roman » : Yoo Hyeonjong pour 유다 行傳
  - Catégorie « Critique » : Hong Gisam pour 「주제의 변천」「전위예술론」
- Prix Poésie contemporaine : Park Yong-rae
- Prix Woltan : Yi Beom-seon pour 청대문집 개

## Danemark
- Prix Hans Christian Andersen : Gianni Rodari (Italie)

## Espagne
- Prix Nadal : Jesús Fernández Santos, pour Libro de las memorias de las cosas
- Prix Planeta : Marcos Aguinis, pour La cruz invertida
- Prix national de Narration : Ramón Solís Llorente (es), pour La eliminatoria
- Prix national de poésie : non décerné
- Prix Adonáis de Poésie : Pureza Canelo (es), pour Lugar común.
- Prix d'honneur des lettres catalanes : Pere Quart
- Prix de la critique Serra d'Or :
  - Albert Manent i Segimon (ca), pour Josep Carner i el Noucentisme, essai.
  - Jordi Sarsanedas i Vives (ca), pour El balcó, contes.
  - Terenci Moix, pour El día que va morir Marilyn, roman.
  - Clementina Arderiu i Voltas, pour L'esperança encara, recueil de poésie.

## États-Unis
- National Book Award : 
  - Catégorie « Fiction » : Joyce Carol Oates pour Them (Eux)
  - Catégorie « Essais - Arts et Lettres » : Lillian Hellman pour An Unfinished Woman: A Memoir (Une femme inachevée: mémoires)
  - Catégorie « Essais - Histoire et Biographie » : T. Harry Williams pour Huey Long
  - Catégorie « Essais - Science, Philosophie et Religion » : Erik Erikson pour Gandhi's Truth: On the Origins of Militant Nonviolence (La vérité de Gandhi : les origines de la non violence)
  - Catégorie « Poésie » : Elizabeth Bishop pour The Complete Poems
- Prix Hugo :
  - Prix Hugo du meilleur roman : La Main gauche de la nuit (The Left Hand of Darkness) par Ursula K. Le Guin
  - Prix Hugo du meilleur roman court : Le Navire des ombres (Ship of Shadows) par Fritz Leiber
  - Prix Hugo de la meilleure nouvelle courte : Le Temps considéré comme une hélice de pierres semi-précieuses (Time Considered as a Helix of Semi-Precious Stones) par Samuel R. Delany
- Prix Nebula :
  - Prix Nebula du meilleur roman : L'Anneau-Monde (Ringworld) par Larry Niven
  - Prix Nebula du meilleur roman court : Mauvaise rencontre à Lankhmar (Ill Met in Lankhmar) par Fritz Leiber
  - Prix Nebula de la meilleure nouvelle longue : Sculpture lente (Slow Sculpture) par Theodore Sturgeon
- Prix Pulitzer :
  - Catégorie « Fiction » : Jean Stafford pour The Collected Stories of Jean Stafford (Le Coffre aux espérances)
  - Catégorie « Biographie et Autobiographie » : T. Harry Williams pour Huey Long
  - Catégorie « Essai » : Erik Erikson pour Gandhi's Truth: On the Origins of Militant Nonviolence (La vérité de Gandhi : les origines de la non violence)
  - Catégorie « Histoire » : Dean Acheson pour Present at the Creation: My Years in the State Department
  - Catégorie « Poésie » : Richard Howard pour Untitled Subjects
  - Catégorie « Théâtre » : Charles Gordone pour No Place to be Somebody

## Finlande
- Prix Aleksis-Kivi : Veikko Huovinen
- Prix Kalevi-Jäntti : non décerné
- Prix Eino-Leino : Heikki Palmu
- Prix national de littérature : Bo Carpelan pour Gården, Tito Colliander pour Vaka, Eeva Joenpelto pour Halusit tai et, Pentti Saarikoski pour Portnoyn tauti
- Prix littéraire de la ville de Tampere : Erkki Räikkönen pour Rumba
- Prix Tollander : John Gardberg
- Prix Rudolf-Koivu : non décerné
- Prix Topelius : Merja Otava pour Kuuvuosi
- Prix Mikael-Agricola : Esa Adrian
- Médaille Anni-Swan : Oili Tanninen
- Prix d'écriture Juhana-Heikki-Erkko : Ilpo Tiihonen, Matti Niemi et Ilkka Pitkänen
- Prix Juhana-Heikki-Erkko : Hans Selo pour Diiva
- Médaille Kiitos kirjasta : Kalle Päätalo pour Mustan lumen talvi
- Prix Arvid-Lydecken : Mirjam Polkunen pour Jättiläinen, joka tahtoi muuttua karhuksi
- Prix Kaarle : Erkki Ahonen et Martti Joenpolvi

## France
- Prix Goncourt : Michel Tournier, Le Roi des aulnes, Paris, Gallimard
- Prix Médicis : Camille Bourniquel, Sélinonte ou la Chambre impériale, Paris, Éditions du Seuil
- Prix Médicis étranger : Saut de la mort de Luigi Malerba
- Prix Renaudot : Jean Freustié, Isabelle ou l'arrière-saison, Paris, la Table ronde
- Prix Interallié : Michel Déon, Les Poneys sauvages, Paris, Gallimard
- Grand prix du roman de l'Académie française : Bertrand Poirot-Delpech, La Folle de Lituanie, Paris, Gallimard
- Prix des libraires : L'Éternité plus un jour de Georges-Emmanuel Clancier, Robert Laffont.
- Prix des Deux Magots : Joko fête son anniversaire de Roland Topor
- Prix du Quai des Orfèvres : Henri Chardot pour Le Crime du vendredi saint
- Prix du Roman populiste : Maurice Frot pour Nibergue
- Prix mondial Cino Del Duca : Jean Anouilh pour l'ensemble de son œuvre
- Prix Broquette-Gonin : Bernardine Melchior-Bonnet pour Les Girondins
- Grand prix des lectrices de Elle : Arlette Grebel pour Ce soir, Tania...

## Italie
- Prix Strega : Guido Piovene Le stelle fredde (Mondadori)
- Prix Bagutta : Alberto Vigevani, L'invenzione, (Vallecchi)
- Prix Campiello : Mario Soldati, L'attore
- Prix Napoli : Carlo Cassola, Una relazione (Einaudi)
- Prix Viareggio : Nello Saito, Dentro e fuori

## Monaco
- Prix Prince-Pierre-de-Monaco : Jean-Jacques Gautier

## Royaume-Uni
- Prix Booker : Bernice Rubens pour The Elected Member (La Proie des ténèbres)
- Prix James Tait Black :
  - Fiction : Lily Powell pour The Bird of Paradise
  - Biographie : Jasper Ridley pour Lord Palmerston
- Prix WH Smith : John Fowles pour The French Lieutenant's Woman (Sarah et le lieutenant français)
- Prix John-Llewellyn-Rhys : The People's War de Angus Calder
- Médaille Carnegie : Leon Garfield et Edward Blishen pour The God Beneath the Sea
- Prix Rose-Mary-Crawshay : Barbara Rooke pour Coleridge's "The Friend"
- Prix Somerset-Maugham : Jane Gaskell pour A Sweet Sweet Summer et Piers Paul Read pour Monk Dawson

## Suisse
- Grand prix C.F. Ramuz : Philippe Jaccottet[3],[4]